# Federico Jiménez Losantos
Federico Jiménez Losantos (Orihuela del Tremedal, Terol, 1951) és un periodista espanyol.

## Biografia
Va estudiar filologia hispànica a la Universitat de Barcelona. Durant la dictadura franquista, va col·laborar en diverses revistes d'esquerra i milità el Partit Comunista d'Espanya fins a final de la dècada dels 1970, a mesura que anava canviant el seu posicionament ideològic.
El 1980 es presentà sense èxit a les primeres eleccions autonòmiques catalanes a les files del Partit Socialista Andalús, avui conegut com a Partit Andalusista.
Losantos va ser un dels principals promotors del Manifest dels 2.300, des d'on s'oposava a l'obligatorietat de l'ensenyament en català. En represàlia, el 21 de maig de 1981 va ser segrestat per Terra Lliure, juntament amb la també professora de l'Institut Puig Castellar de Santa Coloma de Gramenet. L'acció es va dur a terme quan el cotxe en el qual viatjaven va ser abordat al seu pas pel carrer de Guillem Tell de Barcelona i forçat a traslladar-se a un descampat als afores de la ciutat, concretament prop de l'edifici Los Tres Molinos d'Esplugues de Llobregat, on van ser lligats a un arbre. Posteriorment van ser alliberats després que un dels capturadors li disparés un tret al genoll i li exposessin l'acció per ser «enemic dels Països Catalans» i realitzar una «campanya espanyolista». El fet li va provocar seqüeles físiques permanents i va marxar a viure fora de territori català.
El 1982 s'establí a Madrid, on passà de col·laborar del diari El País al Diario 16, tot això al mateix temps que feia classes de literatura a l'institut José de Vega. A partir de l'any següent, va ascendir com a cap d'opinió del darrer diari i fou columnista de Cambio 16. El 1987 va fitxar també com a columnista al diari madrileny ABC.
A principi dels anys 90 va començar a col·laborar en la cadena Antena 3 Radio i, amb l'arribada de la televisió privada a l'Estat, en els telenotícies d'Antena 3 com a comentarista polític. Durant aquesta etapa va mantenir la seua columna diària a l'ABC i va ser col·laborador habitual en programes nocturns de ràdio com La linterna, de Luis Herrero, a la COPE.
El 1992, el grup de comunicació format per Antena 3 de Radio i Antena 3 de Televisión va ser desmantellat, i Antena 3 de Radio, va quedar en mans del grup de comunicació PRISA, presidit per Jesús de Polanco. Les emissores van ser absorbides per les distintes emissions de la cadena SER, la seua principal competidora. Tot això, malgrat els dubtes que podia presentar l'operació per la legislació espanyola que regula l'acumulació econòmica dels mitjans de comunicació. Davant la imminent desaparició de la cadena, juntament amb altres periodistes com José María García, Antonio Herrero, Luis Herrero, va marxar a la COPE.
El 1998, en morir Antonio Herrero, Jiménez Losantos va quedar al capdavant del programa nocturn La Linterna. Després de la marxa de Luis Herrero, el 2003, en ingressar aquest en política de la mà del PP, va passar a dirigir i presentar el programa matinal La Mañana.
L'any 2000 va començar la publicació del diari electrònic Libertad Digital, del qual actualment és editor. El 1999 va abandonar després de més d'una dècada la redacció d'ABC i va passar a formar part de la nòmina de col·laboradors d'El Mundo, on publica una columna.
Presenta el programa matinal d'esRadio.

## Caràcter, ideologia i oposició
Aquest s'autodefineix com a seguidor del liberalisme polític i afirma que el seu programa és la «referència intel·lectual de la dreta». La majoria dels seus detractors el consideren proper als corrents més extrems del Partit Popular i de certs moviments catòlics. Els seus crítics censuren el seu gran suport a la política dels Estats Units i especialment l'afinitat amb aquells grups al voltant del Partit Republicà.
A part de l'esquerra, en el seu discurs fortament espanyolista es dirigeix especialment en contra del nacionalisme català i basc. Molts consideren aquesta fixació davant del catalanisme com una conseqüència de l'atemptat que va patir i l'acusen d'anticatalanisme.
Tant a ell com a alguns dels seus col·laboradors habituals se'ls atribueix un afany de revisionisme històric sobre la història de la Segona República Espanyola i la Guerra Civil espanyola. Un dels punts més cridaners d'aquest revisionisme és que, segons Jiménez Losantos i els seus col·laboradors, la Guerra Civil no va començar el 1936 per una revolta de militars contra el govern de la República, sinó el 1934 amb l'intent de revolució obrera dirigit pel PSOE, UGT i ERC.
Per les seues opinions, ha rebut diverses querelles per calúmnies d'ERC. S'han organitzat algunes campanyes per a demanar a la COPE, que depèn de la Conferència Episcopal Espanyola, que prescindeixi d'ell en considerar que està promovent una política d'odi, a la qual l'Església és contrària.
El juny del 2016, el jutjat d'instrucció número 12 de Barcelona el va absoldre d'una demanda interposada per la Generalitat de Catalunya per haver vulnerat l'honor del poble català, després de pronunciar: «Aquí el gran problema és que els etarres són els de la Generalitat». Els costos del judici els va assumir el govern català.

## Condemnes judicials
- El 27 de maig de 2007, la Secció 14 de l'Audiència de Barcelona condemnà Losantos al pagament de 60.000 euros per difamació contra Esquerra Republicana de Catalunya (ERC). La sentència acusava el periodista de «vulnerar el dret a l'honor per equiparar ERC amb terroristes i acusar-los de pactar amb la banda on es mata i on no». La sentència detallava les declaracions de Losantos equiparant els nacionalistes catalans amb ETA i el seu suposat pacte per evitar que la banda terrorista atemptés a Catalunya.[11] ERC va anunciar que els 60.000 euros serien destinats a entitats que promouen l'ús de la llengua catalana.[12]
- El febrer del 2008 fou condemnat a pagar 3.000 euros d'indemnització per haver qualificat de «terrorista» el jutge Carlos Fanlo.
- El 16 de juny de 2008, l'Audiència de Madrid condemnà Losantos per injúries greus a l'alcalde de Madrid, Alberto Ruiz-Gallardón. La sentència establia que el periodista hauria d'indemnitzar Ruiz-Gallardón amb 36.000 euros per haver dit per antena que a l'alcalde de Madrid no li importaven les víctimes dels atemptats de l'11-M i que no volia que s'investiguessin.[13]
- El juliol del 2008 fou condemnat per intromissió il·legítima a l'honor de José Antonio Zarzalejos, ex director del diari ABC. El jutge li imposà el pagament d'una indemnització de 100.000 euros.